# 耶律撒合
耶律撒合（?—?），字率懶。辽国軍人。契丹人。契丹乙室部出身。
南府宰相耶律欧里思之子。天禄年間耶律撒合开始出仕，应历年間受乙室大王之位、兼知兵馬事。乾亨元年（979年），北宋北伐，耶律撒合率乙室部之兵守備南京析津府，他和北院大王耶律奚底、統軍蕭討古在沙河迎击宋軍。耶律奚底敗走，耶律撒合的軍队保全而归，于是他得到辽景宗赞賞。之后代行太保，辽圣宗統和年間去世。

## 延伸阅读
[在维基数据编辑]
 《遼史/卷85》，出自脱脱《遼史》